# Фонофильм Фореста

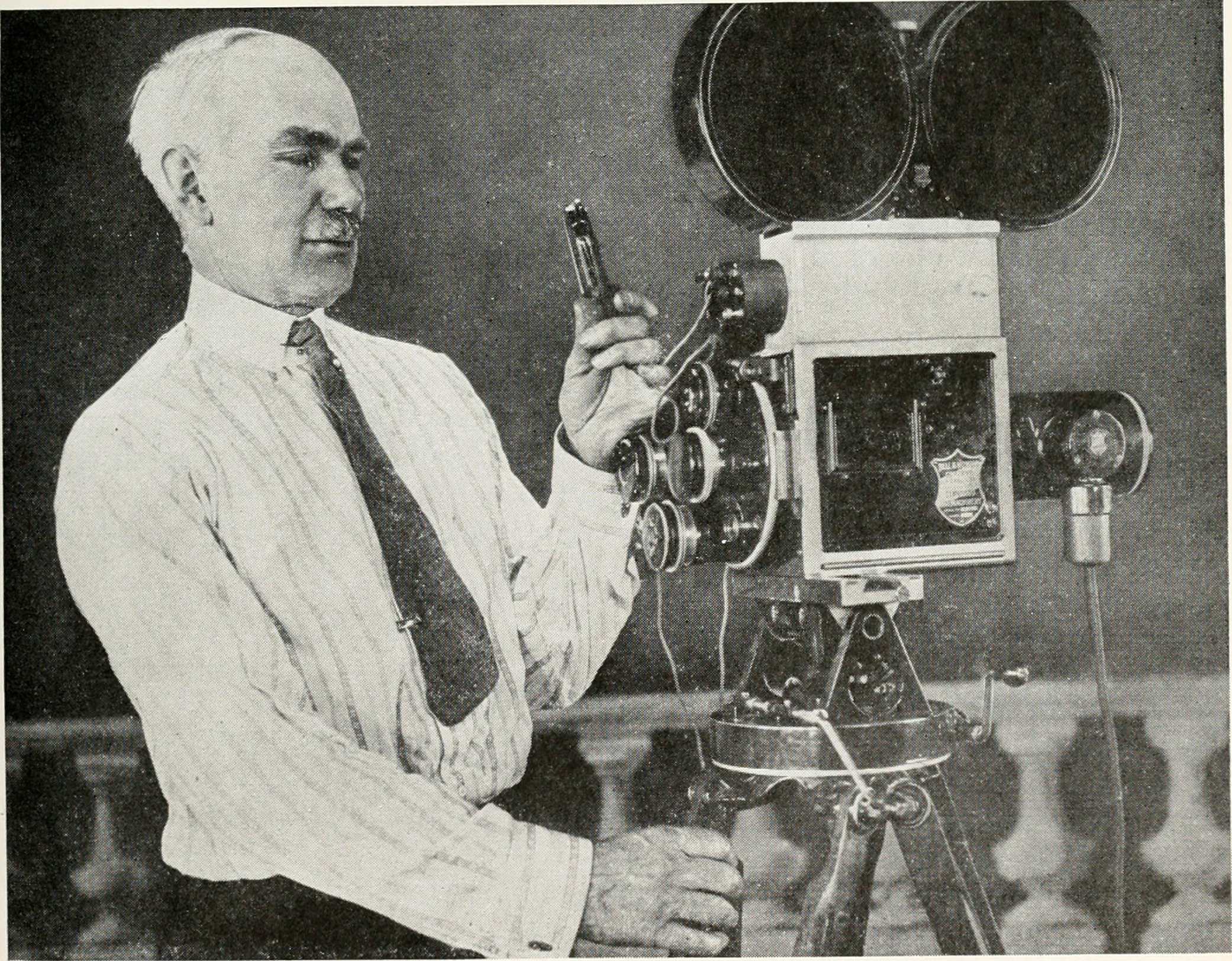
Ли де Форест с «аудионом» своей конструкции у синхронного киносъёмочного аппарата, 1922 год

Фонофильм Фореста, Фонофильм (англ. Phonofilm) — одна из первых систем звукового кино с оптической совмещённой фонограммой на киноплёнке. Технология, разработанная Ли де Форестом в начале 1920-х годов, обеспечивает точную синхронизацию звука с изображением, не зависящую от настроек кинопроектора, за счёт использования общего носителя. Стандарт не получил распространения из-за низкого качества звука, но стал основой для последующих систем. Совмещённые фильмокопии с фонограммой «Фонофильм» не поддерживаются современными кинопроекторами из-за пониженной частоты проекции 16 кадров в секунду, общепринятой в немом кино. Кроме того, смещение звуковой дорожки обратно нынешнему стандарту SMPTE, и рассчитано на расположение звукоблока перед кадровым окном, а не после него.

## История создания
В 1919 и 1920 годах изобретатель первого триода «Аудион» подал патентные заявки на систему звукового кино «Фонофильм Фореста» (англ. DeForest Phonofilm) с записью звука и изображения на общий носитель. Система предусматривала запись звука на киноплёнку с изображением при помощи дорожек переменной оптической плотности. Изобретение было основано на усилителях звука финского инженера Эрика Тигерштедта и запатентованной в 1919 году в Германии системе «Триэргон» (нем. Tri-Ergon). От немецкого аналога «Фонофильм» выгодно отличался использованием стандартной 35-мм киноплёнки, пригодной для проката в большинстве кинотеатров. Однако, качество звука было по прежнему низким и не шло ни в какое сравнение с более поздними системами «Вайтафон», «Мувитон» и «Фотофон» (англ. Vitaphone, Fox Movietone, RCA Photophone). Поэтому, компанией Де Фореста было снято небольшое количество короткометражных кинокартин, предназначенных, главным образом, для привлечения внимания крупнейших киностудий Голливуда. 

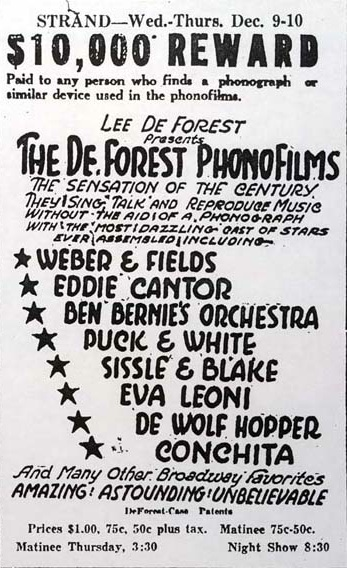
Газетный анонс премьеры фильмов Де Фореста. Заголовок: «10 000 долларов тому, кто во время сеанса найдёт фонограф или что-нибудь похожее»

15 апреля 1923 года в нью-йоркском кинотеатре «Риволи» состоялась премьера 18 короткометражных звуковых фильмов, снятых по системе Де Фореста, главным образом, с музыкальными и балетными номерами. В 1924 году эта технология использована при создании звукового документального ролика о Конгрессе демократической партии США, с участием Франклина Рузвельта. Благодаря изобретению Де Фореста Келвин Кулидж стал первым американским президентом, голос которого остался в кинообращении, снятом 11 августа 1924 года. Несмотря на все успехи, проект так и не вызвал интереса ни у одной из киностудий. Качество звука было неприемлемым для профессионального кино из-за технического несовершенства системы. Кроме того, после прошедших в Нью-Йорке премьер, начался конфликт с соавтором Фореста — Теодором Кейсом, возмущённым отсутствием каких-либо упоминаний о нём в титрах фильмов и на афишах. Кейс, впоследствии разработавший систему звукового кино «Мувитон», не без оснований считал себя автором многих важных технических решений, использованных в «Фонофильме».
В результате, не получив ни одного заказа от киностудий, Де Форест приступил к самостоятельному прокату отснятых звуковых картин в независимых кинотеатрах, не контролируемых Голливудом. Компания Paramount Pictures в качестве эксперимента сняла всего два фильма с фонограммой стандарта «Фонофильм»: «Беладонна» и «Крытый фургон». Однако, основной прокат этих картин шёл в немом варианте, а демонстрация со звуком прошла только во время премьеры в нескольких кинотеатрах. Первая часть фильма «Нибелунги» была также снабжена фонограммой системы Де Фореста, которую услышали только зрители премьеры в единственном Нью-Йоркском кинотеатре. Одним из немногих фильмов, состоящих из двух частей с таким звуком, была картина «Сладкая песня любви» с Уной Меркель в главной роли. Одной из проблем технологии до конца её использования оставались сбои звука при смене поста кинопроекции. Поэтому, длина большинства картин Де Фореста не превышала одной стандартной части в 300 метров, соответствующих 15 минутам экранного времени.
Отчаявшись продать свою технологию в США, Де Форест начал распродавать созданное оборудование кинотеатрам, пытавшимся перейти на звуковое кино без больших капиталовложений. Воспользовавшись финансовыми трудностями изобретателя, в июне 1927 года голливудский продюсер Патрик Пауэрс попытался захватить права на систему «Фонофильм». Он уговорил бывшего техника компании создать аналогичную систему под названием «Пауэрс Синефон» (англ. Powers Cinephone). Впоследствии Пауэрсу удалось убедить Уолта Диснея использовать её для нескольких мультфильмов, таких как «Пароходик Вилли». Позднее использование «Синефона» продолжилось в малобюджетных вестернах и мультсериалах «Микки Маус» и «Silly Symphonies», включая «Цветы и деревья».
Наибольшее количество фильмов по системе «Фонофильм» снято в Великобритании, где права на изобретение всё же были куплены кинопрокатчиком М. Шлезингером. Всего снято более двухсот фильмов в этом стандарте, использовавшемся также в Австралии, Испании и Латинской Америке.

## Технические особенности

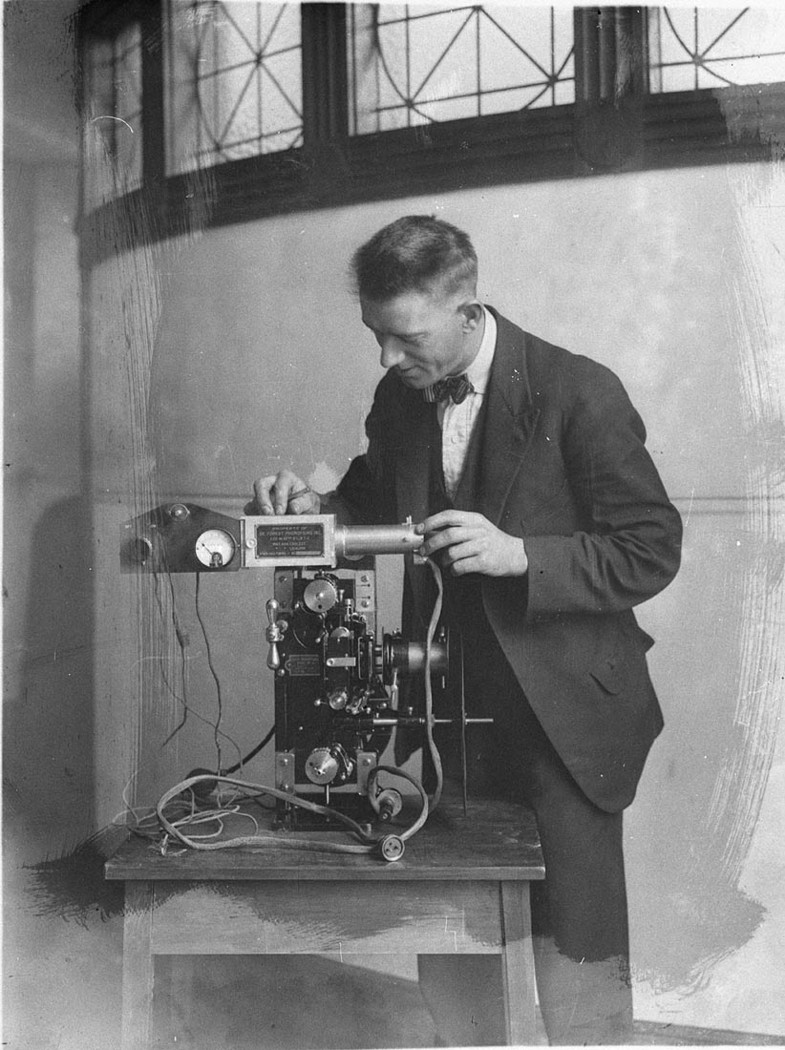
Инженер Чарли Уорд настраивает звукоблок кинопроектора системы «Фонофильм»

Главным источником большинства проблем «Фонофильма» была модуляция света непосредственной подачей пульсирующего тока звуковой частоты на лампу накаливания. Инерционность таких ламп сужала записываемый диапазон частот, делая речь и звуки неразборчивыми. При этом лампы, работающие в таком режиме, быстро перегорали. Аналогичные недостатки были у звукочитающей системы, в основе которой были фоторезисторы с сопоставимой инерционностью. В результате на выходе системы практически отсутствовали высокие частоты, определяющие не только качество, но и разборчивость звука. 
Плавность звука ухудшалась расположением звукоблока впереди кадрового окна кинопроектора: при этом разделение прерывистого и непрерывного движения киноплёнки затруднялось, вызывая заметную детонацию. Позднее Де Форест использовал вместо фоторезистора изобретённый в лабораториях Кейса фотодиод на основе сульфида таллия, с более выгодной частотной характеристикой. Это несколько улучшило воспроизведение фонограмм, качество которых тем не менее оставалось низким. Проблемы модуляции были решены в последующих системах, использующих светоклапанные оптические модуляторы, и приблизившие возможности звукозаписи к пределу характеристик киноплёнки. 
Частота киносъёмки и проекции 16 кадров в секунду, унаследованная системой от немого кино, также не способствовала высокому качеству звука. Скорость перемещения киноплёнки мимо звукозаписывающей и звукочитающей ламп была недостаточной для получения хороших частотных характеристик при доступной в те годы разрешающей способности фотоэмульсий. После принятия в 1926 году консорциумом кинокомпаний кадровой частоты 24 кадра в секунду в качестве стандарта для звуковых фильмов, нормальный показ кинокартин системы «Фонофильм» новыми звуковыми кинопроекторами стал невозможен.